# Хронологія впровадження телебачення в країнах

Впровадження телебачення в країнах.
1928-1939
1940s
1950s
1960s
1970s
1980s
1990-2000
2001-дотепер
Немає телебачення
Немає даних

Це список, коли в згаданих країнах відбулися перші публічно оголошені телевізійні передачі. Польові випробування, що не підлягають публіці, та демонстрації замкнутого циклу не включені. Цей перелік не слід тлумачити таким чином, що вся країна мала телебачення до зазначеної дати. Наприклад, Сполучені Штати, Велика Британія, Німеччина та колишній СРСР до 1939 року мали операційні телевізійні станції та обмежену кількість глядачів, у цих країнах дуже мало міст мали телебачення і телевізійні передачі не були доступні в більшості місць.
| Рік  | Країни |
| ---- | --- |
| 1928 | Сполучені Штати Америки (Механічне телебачення) |
| 1929 | Велика Британія (Механічне), Німеччина (Механічне), Австралія (Механічне, експериментальне, після годин на двох існуючих радіостанціях у Мельбурні), Нідерланди (Експериментальне; у Схевенігені) |
| 1931 | Франція (Механічне), Канада (тільки у Квебекі), Радянський Союз (Механічне), Таїланд Сіам (Експериментальне, припинено через революцію 1932 року) |
| 1934 | Австралія (Electronic, experimental, Brisbane) |
| 1935 | Німеччина (Кінотелевізійна система; напів-електронне), Мексика (Електронне), Нідерланди (Експериментальне; в Ейндговені, Philips) |
| 1936 | Велика Британія (Електронне — BBC One), Німеччина (Електронне — Deutscher Fernseh Rundfunk), Сполучені Штати Америки (Електронне; експериментальне та некомерційне до 1941 — NBC) |
| 1937 | Вільне місто Данциг (Електронне), Франція (Electronic), Польща (Механічне) |
| 1938 | Радянський Союз (Електронне) Туреччина (Експериментальне) |
| 1939 | Японська імперія (Електронне, експериментальне), Італія (Електронне), Перу (Електронне, експериментальне), Польща (Електронне) |
| 1941 | Сполучені Штати Америки ( Нью-Йорк, Делавер, Нью-Джерсі, Коннектикут) регулярне комерційне мовлення, Шаблон:Дані країни Пенсільванія) . |
| 1942 | Німеччина Окупована Франція |
| 1944 | Франція (повернено) |
| 1945 | Радянський Союз (повернено) |
| 1946 | Сполучені Штати Америки ( Айова (експериментальне), Велика Британія (повернено), Філіппіни (експериментальне) |
| 1947 | Сполучені Штати Америки ( Каліфорнія, Вашингтон, О.К., Вірджинія, Меріленд, Міссурі) |
| 1948 | Чехословаччина (експериментальне), Чилі (експериментальне), Сполучені Штати Америки ( Огайо, Вашингтон, Міннесота, Техас, Теннессі), Канада (експериментальне) |
| 1949 | Сполучені Штати Америки ( Алабама, Аризона, Айова, Оклахома, Північна Кароліна, Флорида) |
| 1950 | Сполучені Штати Америки ( Айова (Де-Мойн), Теннессі (Нашвілл)), Куба, Бразилія, Швейцарія, ФРН (експериментальне), Мексика (експериментальне), Японія (експериментальне) |
| 1951 | Аргентина, Данія, Нідерланди |
| 1952 | Туреччина, Canada, Сполучені Штати Америки (Спокен, Колорадо), Чилі (час від часу до 1956), Домініканська республіка, ФРН (повний сервіс), НДР (експериментальне), Польща (повернено), Таїланд (експериментальне), Гаваї, Велика Британія ( Шотландія), Венесуела                                                               |
| 1953 | Японія (повернено), Канада, (Оттава, Британська Колумбія), Сполучені Штати Америки ( Арканзас, Каліфорнія (Фресно), Лас Вегас) Бельгія, Чехословаччина, Філіппіни (з ABS, зараз ABS-CBN), Аляска, Велика Британія ( Північна Ірландія)                                                                                          |
| 1954 | Колумбія, Сполучені Штати Америки ( Нью-Гемпшир, Вермонт, Вайомінг), Canada, ( Альберта, Манітоба), Австралія (експериментальне), Італія, Латвійська РСР, Марокко, Пуерто-Рико, Монако, Норвегія (експериментальне) |
| 1955 | Мексика (повернено), Естонська РСР, Гватемала, Гернсі, Джерсі, Люксембург, Румунія (експериментальне), Таїланд (офіційне) |
| 1956 | Австралія, Французький Алжир, Вірменська РСР, Австрія, Азербайджанська РСР, Білоруська РСР, Кіпр, НДР (повний сервіс), Гуам, Грузинська РСР, Ірак, Нікарагуа, Румунія, Південна Корея, Іспанія, Філіппіни, Панама, Португалія (експериментальне), Швеція, Українська РСР (регулярні програми), Уругвай, Узбецька РСР, Югославія |
| 1957 | Чилі (повний сервіс), Фінляндія (тестові програми), Гонконг, Угорщина, Кувейт, Литовська РСР, Португалія (повний сервіс) |
| 1958 | Bermuda, Китай, Фінляндія (регулярні програми), Казахська РСР, Молдавська РСР, Сальвадор, Іран, Перу, Велика Британія ( Уельс) |
| 1959 | Болгарія, Еквадор, Гаїті, Гондурас, Індія, Киргизька РСР (регулярні програми), Ліван, Нігерія, острови Рюкю, Таджицька РСР, Туркменська РСР |
| 1960 | Албанія, Коста-Рика, Нідерландські Антильські острови, Нова Зеландія, Норвегія (повний сервіс), Південна Родезія, Об'єднана Арабська Республіка |
| 1961 | Ірландія, Північна Родезія, Американські Віргінські Острови |
| 1962 | Кот-д'Івуар, Республіка Конго, Кенія, Мальта, Індонезія, Сьєрра-Леоне, Китайська республіка, Тринідад і Тобаго, Гібралтар, Судан |
| 1963 | Болівія, Північна Корея, Габон, Малайзія, Сінгапур, Ямайка, Уганда, Верхня Вольта |
| 1964 | Афганістан, Американське Самоа, Барбадос, Східний Пакистан, Ефіопія Гваделупа, Ліберія, Мартиніка, Маврикій, Північний Ємен, Західний Пакистан, Реюньйон, Саудівська Аравія |
| 1965 | Нідерландська Гвіана (пробні та регулярні програми), Гана, Нова Каледонія, Парагвай, Сенегал |
| 1966 | Камбоджа, Демократична Республіка Конго, Греція, Туніс, Ісландія, Ізраїль, Південний В'єтнам |
| 1967 | Джибуті, Французька Гвіана, Монголія, Сен-П'єр і Мікелон, Канада Північно-західні території, Мадагаскар, Сент-Люсія |
| 1968 | Йорданія, Екваторіальна Гвінея, Лівія, Канада Юкон, Канада Нунавут |
| 1969 | Підопічна територія Тихоокеанські острови, Абу-Дабі (тепер частина ОАЕ) |
| 1970 | Катар, Демократична Республіка В'єтнам |
| 1972 | Сент Крістофер-Невіс-Ангілья |
| 1973 | Бахрейн, Нігер, Танзанія, Того, British Virgin Islands |
| 1974 | Центральноафриканська Республіка, Гренада, Оман |
| 1975 | Ангола, Домініка, Бруней, САК Косово (RTV Priština), Тувалу (foreign-owned launching), Південний Ємен, Волліс і Футуна |
| 1976 | Південна Африка |
| 1977 | Багамські Острови, Гвінея, Східний Тимор |
| 1978 | Бенін, Лесото, Мальдіви, Свазіленд |
| 1979 | Бірма, Шрі-Ланка |
| 1980 | Сент-Вінсент і Гренадини |
| 1981 | Беліз, Макао, Мозамбік, Південно-Західна Африка |
| 1982 | Ґренландія, Мавританія |
| 1983 | Андорра, Антигуа і Барбуда, Камбоджа (як Кампучія; перезапуск), Камерун, Малі, Непал, Сейшели, Сомалі, Ватикан, Лаос |
| 1984 | Бурунді, Кабо-Верде, Чад, Коморські Острови, Фарерські острови |
| 1986 | Майотта, Ніуе |
| 1987 | Папуа Нова Гвінея (мовлення іноземного власника) |
| 1989 | Острови Кука, Гвінея-Бісау, Сан-Марино, Західне Самоа |
| 1991 | Кайманові острови, Фолклендські острови, Фіджі Гаяна, Науру, Руанда Сан-Томе і Принсіпі |
| 1992 | Ботсвана, Соломонові Острови, Вануату |
| 1993 | Еритрея, Чехія, Словаччина |
| 1995 | Гамбія, Кірибаті, Острови Святої Єлени, Вознесіння і Тристан-да-Кунья, Теркс і Кайкос |
| 1996 | Малаві, Палау |
| 1998 | Бутан |
| 2000 | Тонга |
| 2002 | Кірибаті (native — closed in 2013), Західна Сахара |
| 2006 | Аландські острови |
| 2008 | Ліхтенштейн, Папуа Нова Гвінея (державне мовлення) |

## Країни без телебачення
- Соломонові Острови (планують перезапуск в 2017)[48]
- Кірибаті (призупинено в 2013)
- Тувалу (немає місцевого телебачення)